# (2248) Kanda
(2248) Kanda es un asteroide perteneciente al cinturón de asteroides, descubierto el 27 de febrero de 1933 por Karl Wilhelm Reinmuth desde el Observatorio de Heidelberg-Königstuhl, Alemania.

## Designación y nombre
Designado provisionalmente como 1933 DE. Fue nombrado Kanda en honor al escritor científico japonés Kanda Shigeru.